# 射水市消防本部
射水市消防本部（いみずししょうぼうほんぶ）は、富山県射水市の消防部局（消防本部）。管轄区域は射水市全域。

## 概要
- 消防本部：射水市橋下条1522
- 管内面積：109.18km2
- 職員定数：115人
- 消防署2カ所、出張所2カ所
- 主力機械（2006年4月1日現在）
  - 普通消防ポンプ自動車：6
  - 水槽付消防ポンプ自動車：3
  - はしご付消防自動車：2
  - 大型高所放水車：1
  - 泡原液搬送車：1
  - 化学消防自動車：2
  - 高規格救急自動車：5
  - 救助工作車：2
  - 指揮車：1
  - 広報車：6
  - 資機材搬送車：1
  - 支援車Ⅰ型：1(2011年2月18日配備）

## 沿革
- 1951年　新湊市が新湊市消防本部を設置する。
- 1973年4月1日　射水郡小杉町、大門町、大島町及び下村が常備消防事務を共同処理するため、一部事務組合の射水消防組合を設置する。
  - 小杉町消防本部が射水消防組合消防本部に移行する。
- 2005年11月1日　新湊市、小杉町、大門町、大島町及び下村の新設合併に伴い、射水市が発足する。
  - 射水消防組合が合併前日をもって解散し、射水市に承継する。新湊市消防本部と射水消防組合消防本部を統合し、射水市消防本部を設置する。
  - 射水消防組合消防本部庁舎を射水市消防本部庁舎とする。
  - 合併に伴う消防署所の変更は以下のとおり。
    - 新湊市消防本部
      - 新湊市消防署　→　新湊消防署
      - 東部出張所　→　東部出張所

    - 射水消防組合消防本部
      - 射水消防署　→　射水消防署
      - 大門分遣所　→　大門出張所

## 組織
- 本部 - 総務課、防災課
- 消防署 - 警防課、予防課、出張所

## 消防署
| 消防署     | 住所        | 出張所           |
| ---------- | ----------- | ---------------- |
| 射水消防署 | 橋下条1522  | 大門：二口1081   |
| 新湊消防署 | 本町2-10-30 | 東部：草岡町2-52 |